# Euskaltzaleen Biltzarra
Euskaltzaleen Biltzarra est une association créée en 1901 par Martin Guilbeau, afin de « favoriser par tous les moyens en son pouvoir la conservation de la langue basque et sa diffusion », en dehors des questions politiques, religieuses et sociales,,. L'Eskualtzaleen Biltzarra permet aux idées nationalistes de se développer auprès des notables du Nord et de point de contact majeur entre Basques des deux côtés de la frontière.
Euskaltzaleen Biltzarra, du basque, signifie  « l'assemblée de bascophiles ».

## Présidences
Martin Guilbeau qui fut accusé d’autoritarisme, démissionna en 1904. Arthur Campion en est devenu le président en 1906. L'année suivante, c'est Jean de Jaurgain qui préside l'association avant d'être remplacé par Julio Urquijo en 1908. En 1911, est nommé Georges Lacombe, puis Étienne Decrept de 1912 à 1920, puis c'est au tour de Jose Eizagirre en 1922 et de Jean Etchepare en 1926.
De 1926 à 1959, soit pendant 33 années, Louis Dassance en est le président. Ensuite Michel Labéguerie en prend le relais jusqu'à sa mort en 1980.

### Présidents
- Martin Gilbeau (1901-1904)
- Arturo Kanpion (1906)
- Jean Jaurgain (1907)
- Julio Urkixo (1908-1911)
- Georges Lakonbe (1911-1912)
- Étienne Decrept (1912-1920)
- Jose Eizagirre (1920-1922)
- Jean Etxepare (1922-1926)
- Louis Dassance (1926-1959)
- Mixel Labéguerie (1959-1980)

## L'association
Activités de ces dernières années : 

### Publications
- en 2012, Pierre Duny-Pétré: idazlanak ;
- en 2014, Etxea eta etxekoak euskal litteraturan ;
- en 2015, Maiatzen bidean ;
- en 2019, Marijan Minaberriren mehategitik ;
- en 2022, Hitza hezi bihotza hazi.

### Conférences / Hommages
- 2003 : Étienne Salaberry ;
- 2004 : Janamari Malharin ;
- 2005 : C. Leralu et I. Lichau ;
- 2006 : Etchepare (1877-1935) ;
- 2007 : Joanes Leizarraga ;
- 2007 : G. Adema Zaldubi ;
- 2008 : Dominique Dufau ;
- 2009 : Jean Etxepare le Jeune ;
- 2010 : Léon Pochelu Garralda ;
- 2010 : Piarres Narbaitz ;
- 2011 : Guillaume Eppherre ;
- 2013 : Xarriton, Itzainar et Luberriaga ;
- 2014 : Pierre Duny Petre ;
- 2017 : Maiatz ;
- 2019 : Marjijan Minabeberri.

Selon l'analyse de Jean Goyhenetche, portant sur le thème Idéologies culturelles et espace social en Pays Basque « à la veille de la première guerre mondiale » : « Le discours d'Eskualzaleen Biltzarra est la juxtaposition, sinon la synthèse, d'opinions complexes qui prétendent défendre à la fois la politique française et la pensée basque(isante). Il est influencé à la fois par le moralisme réactionnaire ambiant et par le républicanisme français qui reste jacobin et centralisateur, tandis que la droite française l'enferme dans le provincialisme. C'est vrai que le centralisme et le nationalisme français conquérants ne permettaient pas d'autre exutoire à la consciente de l'identité basque. Sa fondation coïncide avec la montée des nationalismes franco-allemand, avec le colonialisme militaire agressif, avec l'essor d'une bourgeoisie française nationales dans laquelle se fonde notre bourgeoisie rurale capable d'élaborer seulement une médiocre pensée provincialiste. Face à l'émergence du monde moderne, Eskualzaleen Biltzarra s'enferme dans la nostalgie du temps passé (...) »